# Джубга (річка)
Джубга — річка в Туапсинському районі Краснодарського краю.
Розташована на заході Туапсинського району. Бере початок на південному схилі Великого Кавказького хребта, за два кілометри на північний захід від Джубзького перевалу. Впадає в Джубзьку бухту Чорного моря у курортного селища Джубга.
- Довжина річки 21 км.
- Площа водозбору — 144 км².
- Середньорічна витрата води становить 9,2 м³/сек.

Річка Джубга має декілька приток:
- Стінова Щель бере початок у гори Свістунова.
- Кам'яниста Щель протікає серед високих скель і урвищ впродовж 4 км. Скелі розташовані за три кілометри від селища Полковницьке.

За 2,5 км від села Горне річка Джубга протікає серед скель, що іменуються «Вовчі ворота».
Форма рельєфу річки є розширеними долинами з пониженими вододілами. Режим річки — паводковий, причому паводки можуть бути у будь-який час. Висота вододілу змінюється від 30 до 250 метрів.
Долина річки починається із злиття балок Полковницька і Манькіна. Днище плоске, рівне. Ширина в гирлі 670–750 метрів, у верхів'я — 250–300 метрів. Схили річки слабо заліснені, мають велику крутизну. Багато урвищ, всіляких скель. У нижній течії річка має широку заплавну частину, швидкість течії значно знижується.
Ширина річки в заплаві до 60 метрів. Тут, серед мальовничих берегів, розташована човнова станція.
На берегах р. Джубга розташовані населені пункти: селище Джубга, Горний, Полковницький, Верхня Дефанівка